# Hier et aujourd'hui

Hier et aujourd'hui est un film muet français réalisé par Dominique Bernard-Deschamps, sorti en 1918.

## Fiche technique
- Titre : Hier et aujourd'hui
- Réalisation : Dominique Bernard-Deschamps
- Scénario : d'après une œuvre d'Octave Feuillet
- Pays d'origine :  France
- Format : Noir et blanc — 35 mm — 1,33:1 — Muet
- Genre : Comédie
- Dates de sortie : 
  - France : 21 juin 1918

## Distribution
- Henry Houry
- Max Charlier
- Raoul Praxy
- Lilian Greuze